# بنجامين جي. ليا
بنجامين جي. ليا هو محامي وقاضي وسياسي أمريكي، ولد في 1833 في مقاطعة كاسويل في الولايات المتحدة، وتوفي في 15 مارس 1894. نشط حزبياً في الحزب الديمقراطي. وقد انتخب عضو مجلس نواب تينيسي ‏.